# Karaköy
Pour les articles homonymes, voir Galata (homonymie).
Le quartier de Karaköy (anciennement Galata ou Pera) est un quartier d'Istanbul, la plus grande ville de la Turquie. Karaköy est situé au nord de la Corne d'Or, position qui la sépare du vieux centre de la ville de l'ancienne Constantinople. La Corne d'or est traversée par plusieurs ponts, le plus connu étant le pont de Galata. Karaköy est aujourd'hui un quartier du district de Beyoğlu.
Au centre du quartier se trouve la tour de Galata, construite par les Génois en 1348 au nord et au plus haut point de la citadelle.

## Origine du nom Galata
Il existe plusieurs théories au sujet de l'origine du nom « Galata », qui reste incertaine. Certains évoquent une origine italienne, de calata, qui signifie « pentu » car le quartier est construit en pente de la colline vers la mer ; ou encore une origine grecque, le mot « Galat » devant sans doute signifier pour les Grecs le peuple celte des Galates qui a célébré le renouvellement hellénistique[C'est-à-dire ?] avant de s'installer en Anatolie. Les habitants de la Galatie sont devenus célèbres grâce à l'Épître aux Galates de Saint Paul, ainsi qu'à la sculpture du Galate mourant. Autre origine grecque possible : le terme galaktos signifiant « lait », et qui ferait référence au lait produit par les chevriers impériaux qui, à l'époque médiévale, faisaient paître leurs troupeaux sur les collines en face du palais byzantin.
À noter que Galata – ou plutôt sa tour, – a donné le mot français « galetas », pour désigner une mansarde ou un réduit sous les combles.

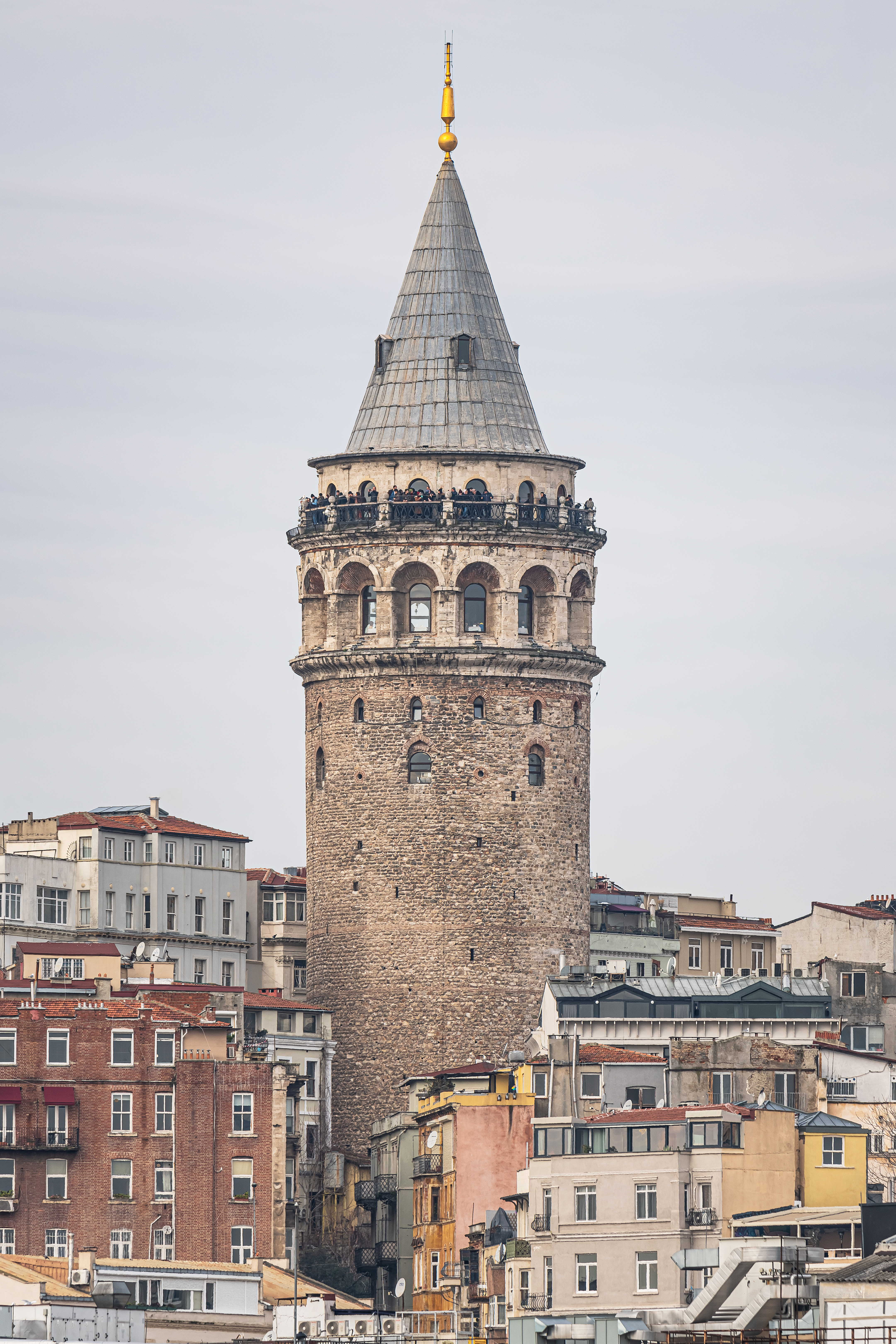
La tour de Galata a été construite en 1348 au plus haut point de la citadelle génoise

## Histoire
Dans l'histoire, Karaköy est souvent appelée Péra, ancien nom de tout le district de Beyoğlu qui vient de l'ancien nom grec Sykais Peran (littéralement « champ de l'autre côté »). Beaucoup plus tard dans la période byzantine, Karaköy est devenu important avec l'ancienne tour de Galata, grande tour de laquelle une chaîne de fer pouvait être tirée en période de guerre, pour bloquer l'entrée de la Corne d'Or. Cet ouvrage a été détruit pendant la quatrième croisade en 1204. 
Un autre bâtiment célèbre est l'église de Saint-Paul (1233) qui a été construite par les Dominicains au cours de l'Empire latin de Constantinople (1204-1261). Le bâtiment est aujourd'hui connu sous le nom Arap Camii (la mosquée arabe) parce qu'il a été donné par le sultan Bajavet II aux Arabes d'Espagne qui après 1492, année de la prise de Grenade, se sont installés à Constantinople pour fuir l'Espagne reconquise. 
De 1273 à 1453, le quartier devient une colonie génoise sous le nom officiel de Péra. Le quartier bénéficie d'un statut spécial très avantageux pour les génois : en effet, le commerce est exonéré de taxes et l'administration est assurée par Gênes. En 1296, Venise, jalouse de cette situation, incendie la colonie. Cependant, Péra ne va cesser de se développer au cours du XIVe siècle. En 1303 un édit de l'empereur byzantin confirme la concession en fixant des zones autorisées à la construction. La colonie se dote de fortifications, bien que l'édit impérial interdise explicitement ce type d'aménagement à vocation militaire. L'empire byzantin, malgré quelques protestations, est trop faible pour faire respecter ses propres règles. Péra va connaitre un agrandissement considérable dans sa période génoise : la concession de 1303 concède un terrain de 12 hectares, en 1404 la colonie constitue une enceinte fortifiée de 37 hectares. En 1453, la colonie génoise de Péra est prise par l'Empire ottoman durant le siège de Constantinople. 
Les murs de la citadelle médiévale génoise sont largement restés intacts jusqu'au XIXe siècle, quand ils ont été démolis afin de permettre l'expansion urbaine, vers les actuels quartiers nord de Beyoğlu et Beşiktaş. À l'heure actuelle, seule une petite partie de la muraille génoise est encore en place, visible dans les environs de la tour de Galata. Le Palais de la génoise Podestà Montano de Marinis, connu sous le nom de Palazzo del Comune (Palais de la municipalité) dans la période génoise, et construit en 1316, est encore en ruines sur Banker Sokağı (historique Rue Camondo).

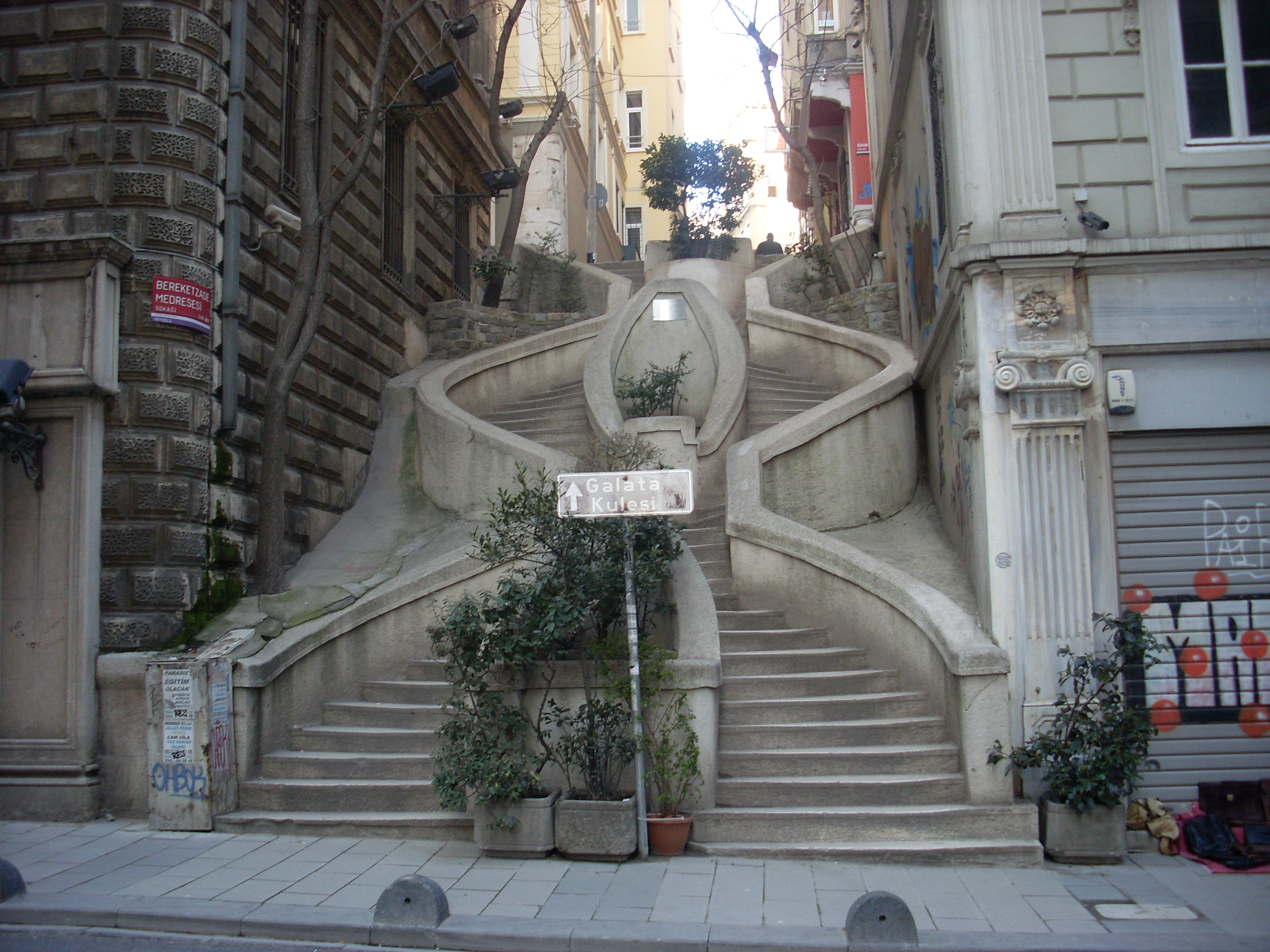
L'escalier Camondo à Bankalar Caddesi par Abraham Salomon Camondo vers 1870–1880.

Karaköy a été le centre financier de l'Empire ottoman au XIXe siècle, comme en témoignent encore aujourd'hui les bâtiments qui bordent la Bankalar Caddesi (avenue des banques), y compris le siège de la Banque centrale ottomane, devenu musée de la Banque ottomane. Il faut noter que plusieurs ornements qui étaient à l'origine sur la façade du palais génois ont été utilisés pour embellir les bâtiments. Le long de cette rue se trouve également un escalier construit en 1860 par le banquier juif ottomano-italien Abraham Salomon Camondo (en) (v. aussi Famille Camondo) ; la combinaison de style néo-baroque et d'Art Nouveau en fait un monument unique en son genre.

## Notables
- Constantine Samuel Rafinesque (1783-1840), naturaliste et archéologue américain d'origine franco-germano-italienne.
- Constantin Deval (1767-1816), jeune de langues et drogman français.
- Charles Deval (1806-1862), jeune de langues et médecin ophtalmologue français, fils du précédent.

## Images

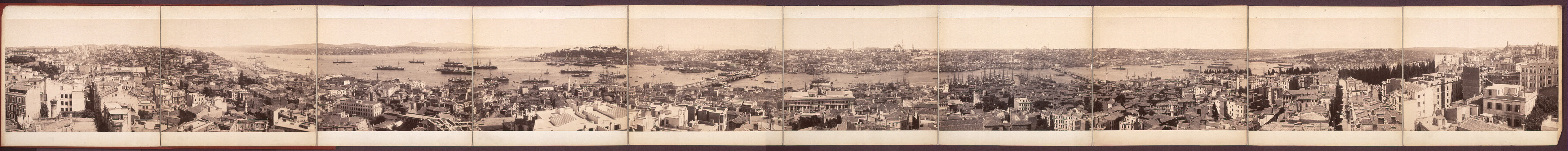
Vue depuis la Tour de Galata

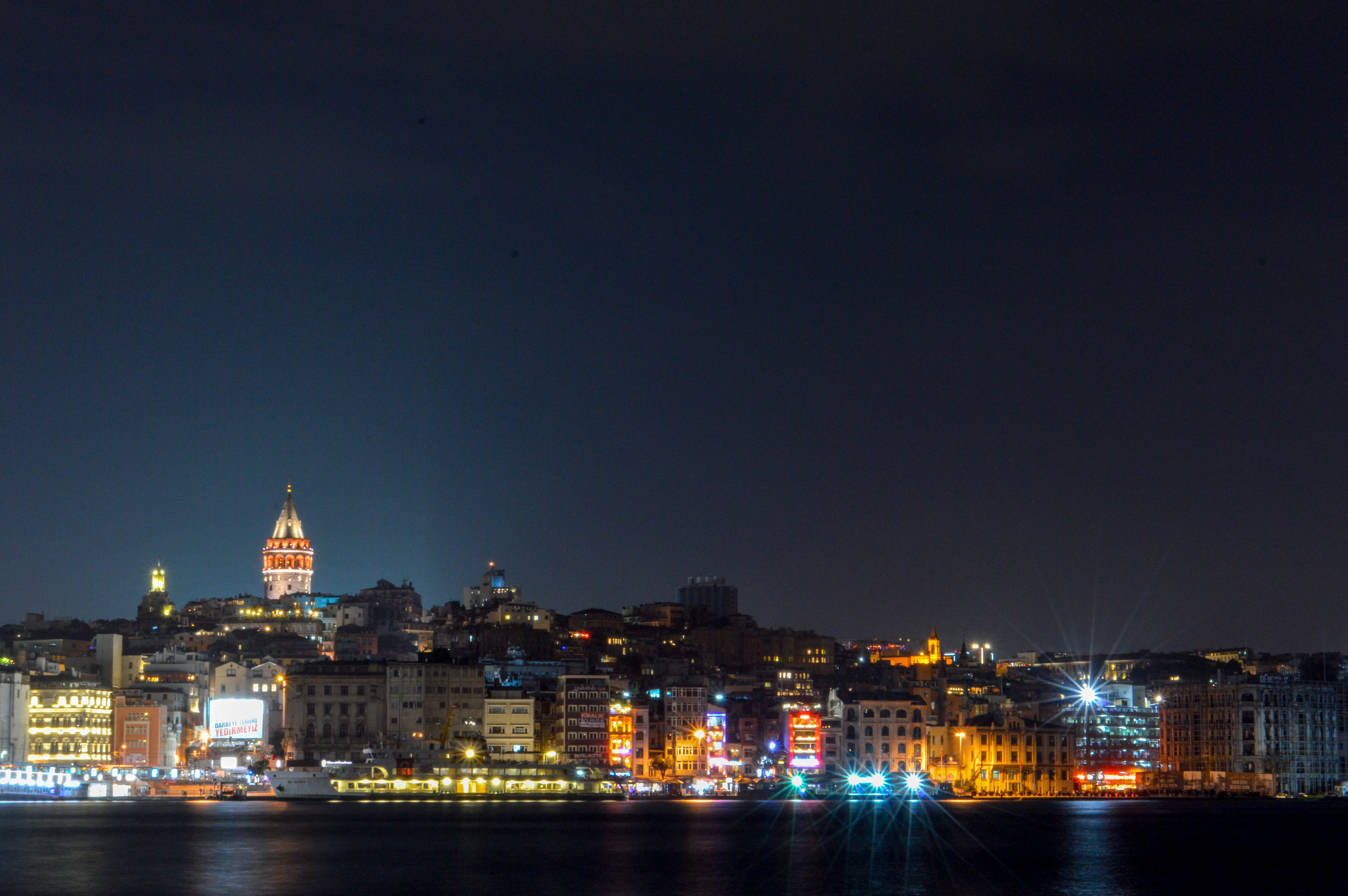
Karaköy et la tour de Galata vue depuis l'entrée de la Corne d'Or.
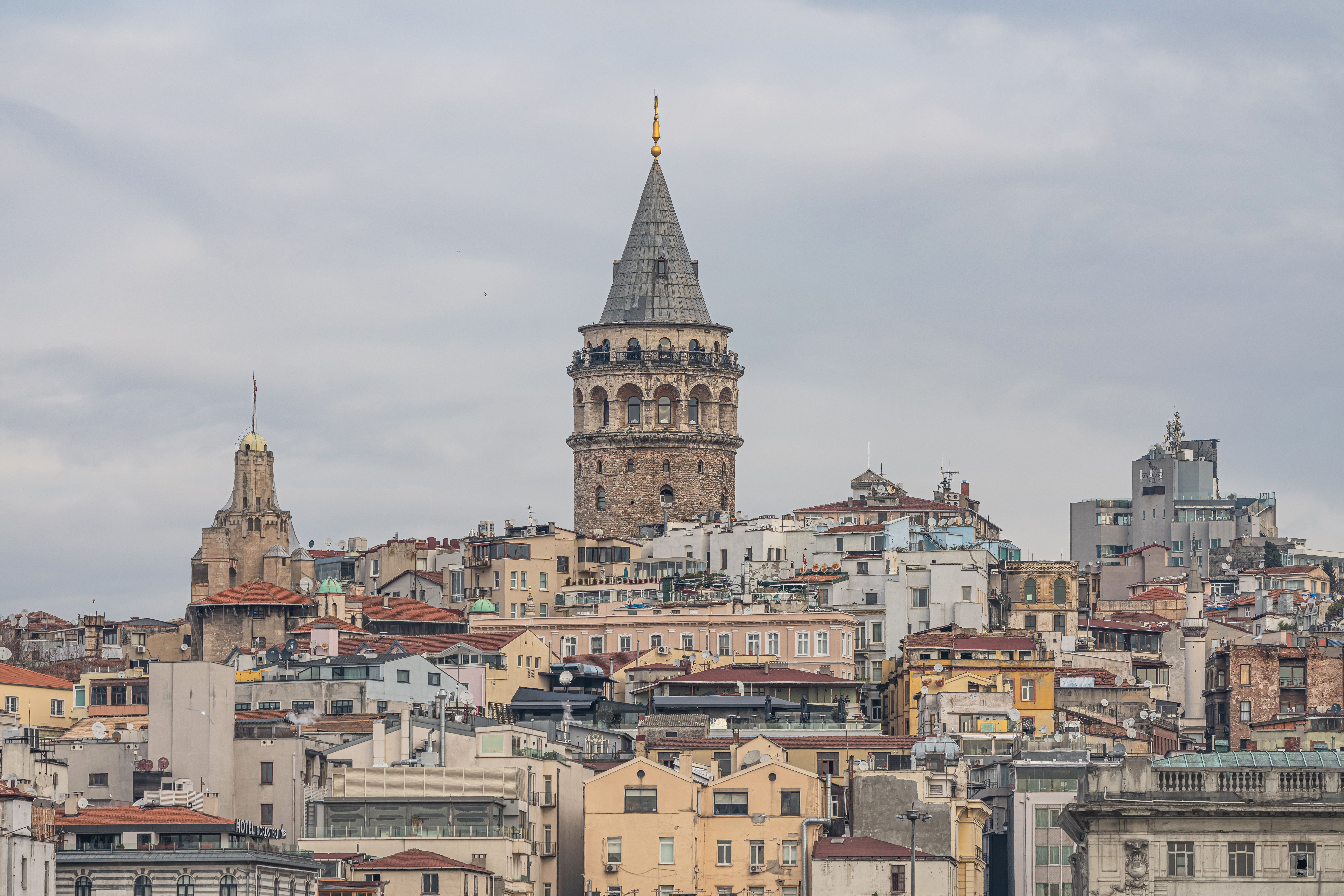
La tour de Galata.
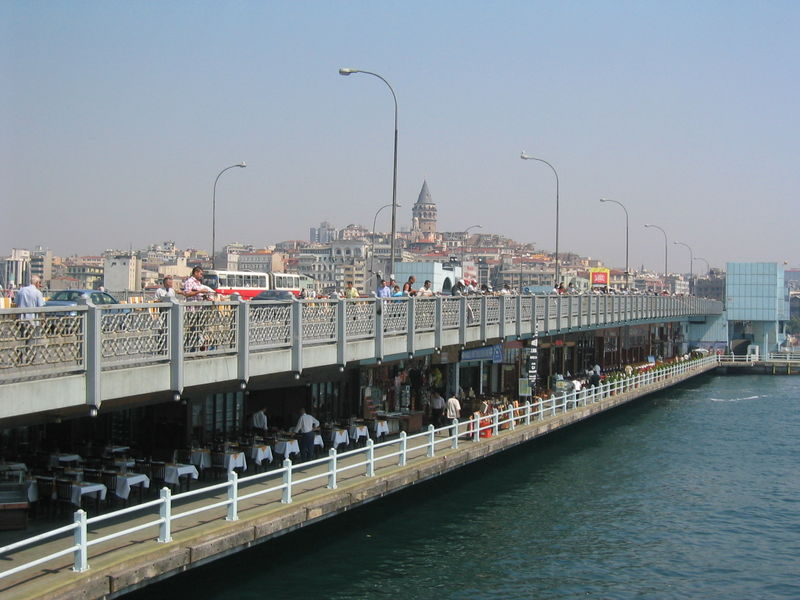
La tour et le Pont de Galata.
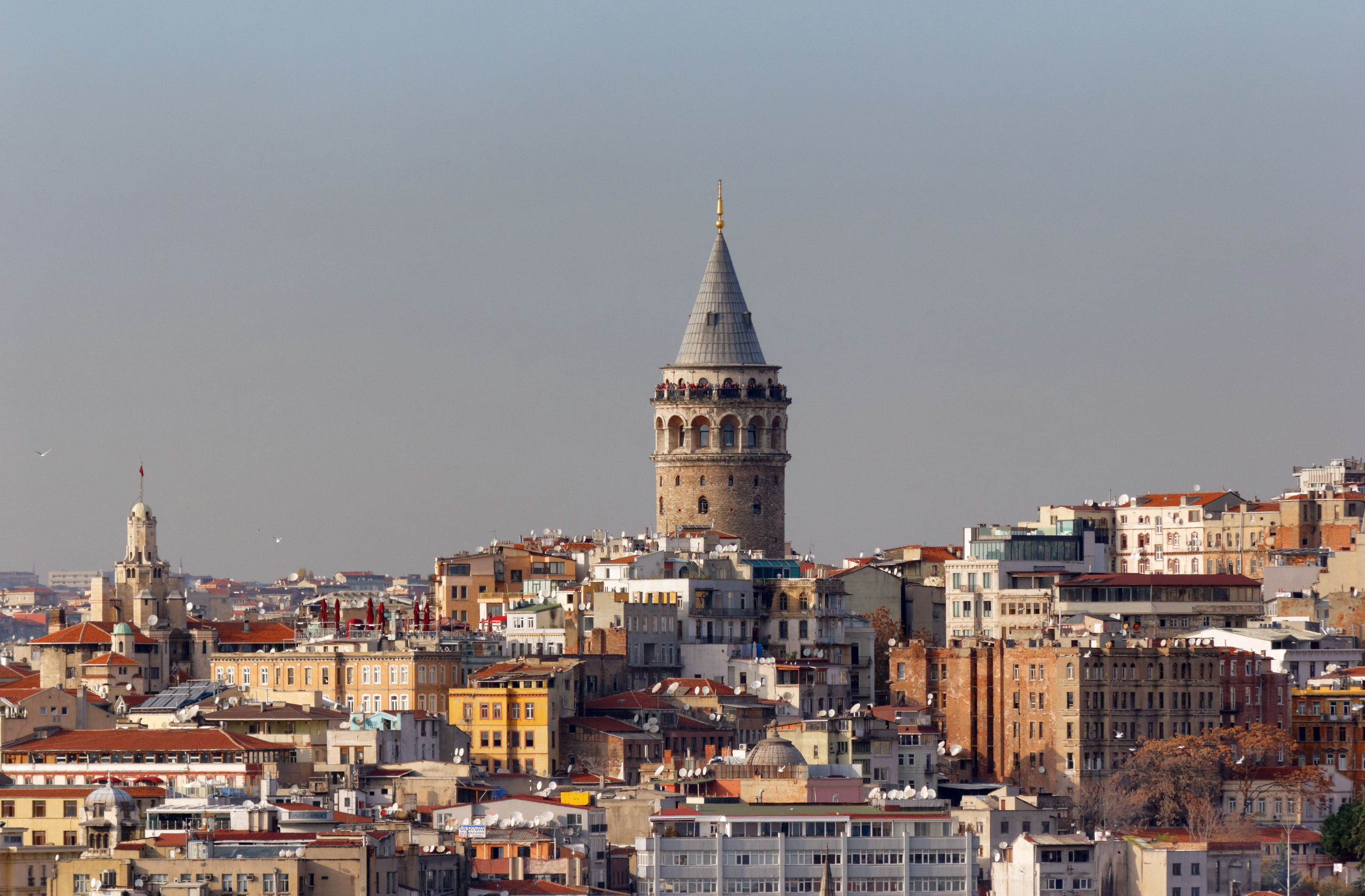
La tour de Galata.